# 开塞钻

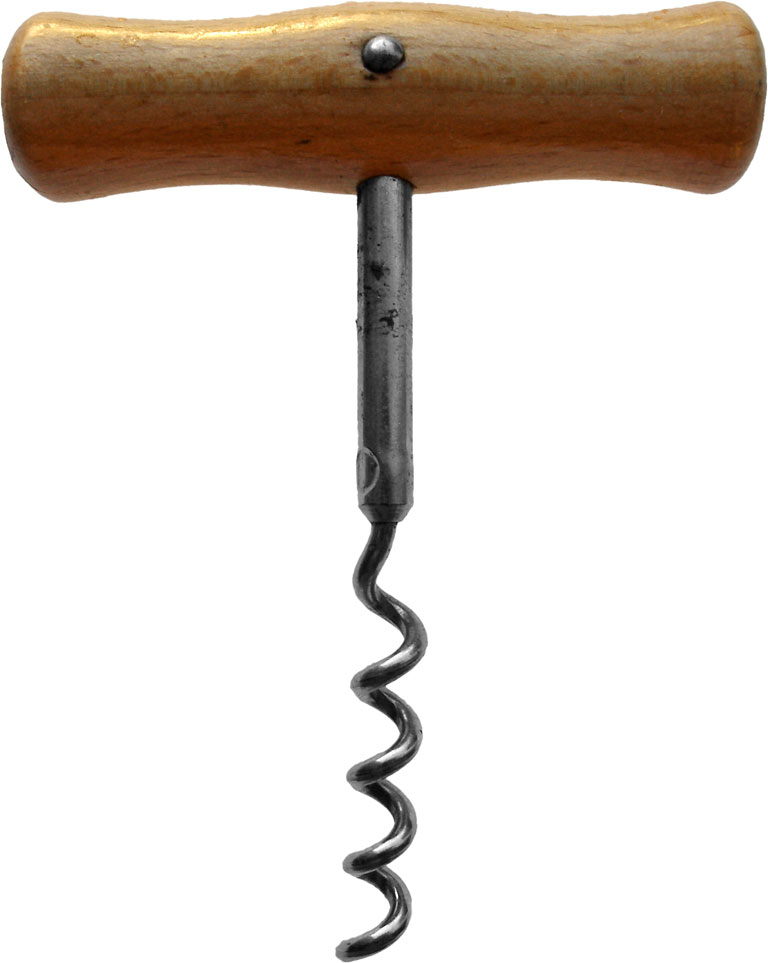
普通开塞钻

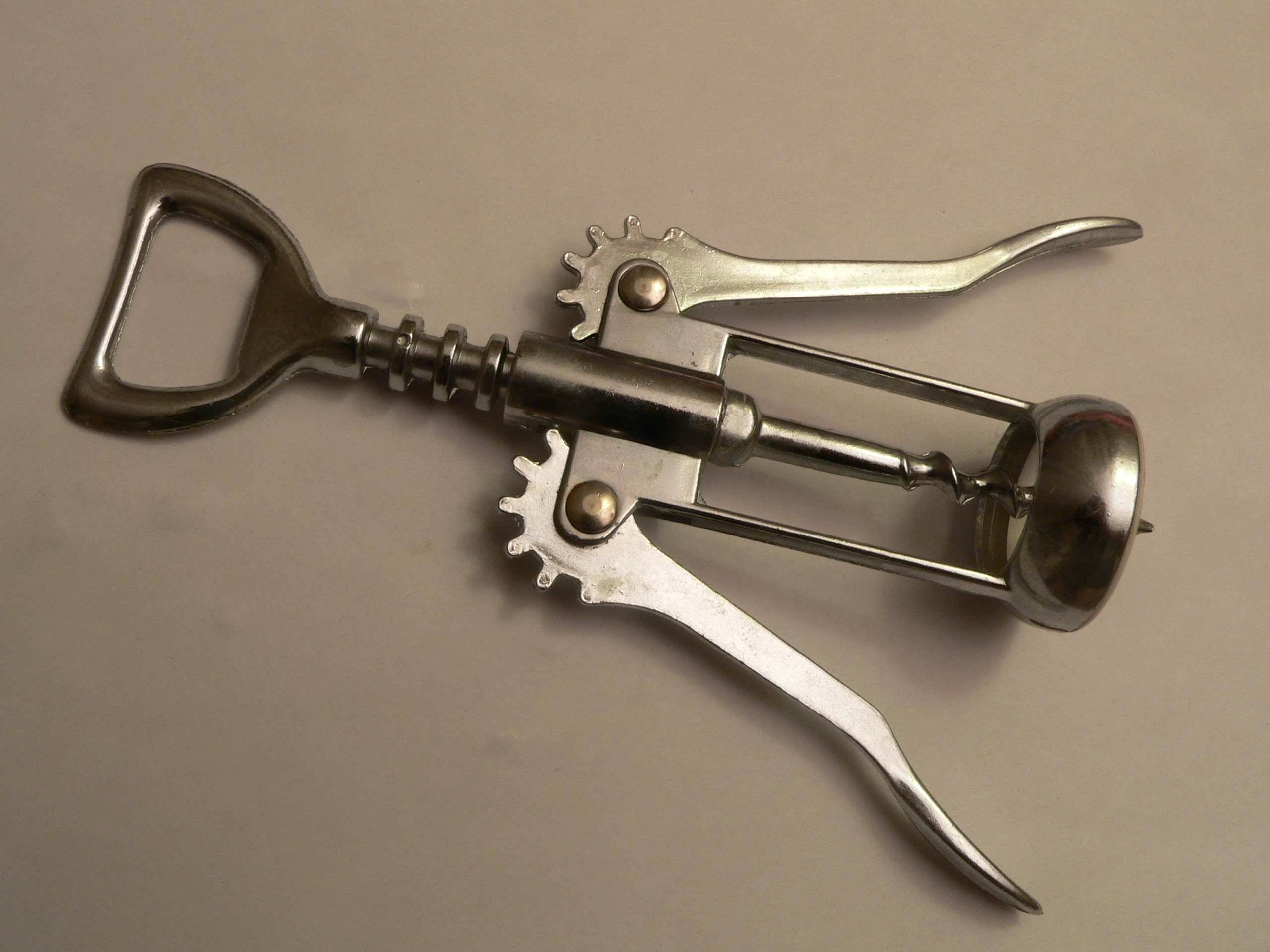
翼式开塞钻

开塞钻（英語：Corkscrew），也称开酒器、酒钻等，是一种用于拔出瓶口软木塞的工具。传统的开塞钻只由金属螺旋与手柄构成。
开瓶过程是将金属螺旋钻入软木塞，然后用力拔出。新式开塞钻会加入不同形式的杠杆系统，开瓶时更省力，如翼式开塞钻（wing corkscrew）、侍酒师刀（sommelier knife）等。
开塞钻的历史至少能追溯到1630年代早期，可能是由清理前膛枪未发弹药的枪钩（gun worm）演变而来。1795年，英国牧师舍苗·軒梭（Reverend Samuell Henshall）注冊了世上首个开塞钻专利。